# سناء سميح
سناء سميح ممثلة مصرية  من مواليد 26 يوليو 1923  بدأت نشاطها الفني في الأربعينيات بالعمل في المسرح متنقلة ما بين فرقة مسرح رمسيس لصاحبها يوسف وهبي ومسرح جورج أبيض، وعملت في السينما في أدوار مساعدة، ثم اعتزلت الفن في أواخر الخمسينيات.
بدأت العمل بالسينما في عام 1946، في أول أعمالها وهو فيلم «اليتيمة» للمخرج فؤاد الجزايرلي  وحدث عام 1947، حسب ما ورد في مذكرات الفنانة «شادية» التي نشرتها مجلة آخر ساعة المصرية في الخمسينات، وبعد الإنتهاء من تصوير فيلم «أزهار وأشواك» مع يحيى شاهين وكانت شادية مجرد كومبارس؛ حيث اشتركت بمشهد وحيد في الفيلم، مما دفع بالنجمة السينمائية آنذاك سناء سميح لأن ترفض الجلوس بجانبها في «البنوار» الخاص بأبطال العمل، خلال العرض الأول، وهو ما أصاب شادية بحالة من الحزن والاكتئاب فقررت ترك السينما نهائيًا، خاصة بعد أن فشل الفيلم جماهيريًا.
توفت في 25 مارس 1956 وكانت حصيلة مشوارها الفني 30 فيلم.

## أهم أفلامها
فيلم «صاحب بالين» عام 1946، للمخرج عباس كامل.  
فيلم «التضحية الكبرى» عام 1947، للمخرج محمد عبد الجواد.  
فيلم «طلاق سعاد هانم» عام 1948، بطولة وإخراج أنور وجدي.    
فيلم «ناهد» عام 1952، للمخرج محمد كريم.   
فيلم «طريق السعادة» عام 1953، للمخرج كامل الحفناوي.   

## وصلات خارجية
- سناء سميح على موقع IMDb (الإنجليزية)
- سناء سميح على موقع الدهليز
- سناء سميح على موقع قاعدة بيانات الأفلام العربية
- سناء سميح على الدهليز
- سناء سميح على كاروهات

https://www.maydany.com/54706 سناء سميح
https://www.alayam.com/Article/alayam-article/417784/Index.html سناء سميح